# 池田洋子
池田 洋子（いけだ ようこ）は、東映アニメーション所属の女性アニメーション演出家、アニメ監督。

## 主な作品リスト

### テレビアニメ
1993年
- 蒼き伝説シュート!（-1994年、演出助手）
- SLAM DUNK（-1996年、演出助手）

1996年
- 地獄先生ぬ〜べ〜（-1997年、演出助手）

1998年
- 遊☆戯☆王（演出助手、演出）
- まもって守護月天!（-1999年、演出助手）

1999年
- ONE PIECE（-2007年、演出助手、演出）

2007年
- はたらキッズ マイハム組（-2008年、演出、絵コンテ）

2008年
- ねぎぼうずのあさたろう（-2009年、シリーズディレクター・絵コンテ・演出）

2009年
- 怪談レストラン（-2010年、シリーズディレクター、絵コンテ・演出）

2010年
- デジモンクロスウォーズ（演出）

2011年
- スイートプリキュア♪（演出）

2012年
- スマイルプリキュア!（演出）
- 探検ドリランド（-2013年、演出）

2013年
- ドキドキ!プリキュア（-2014年、演出）

2014年
- 美少女戦士セーラームーンCrystal（-2015年、演出）

2015年
- 金田一少年の事件簿R（-2016年、シリーズディレクター）

2016年
- デジモンユニバース アプリモンスターズ（-2017年、絵コンテ・演出）

2018年
- おしりたんてい（-2019年、絵コンテ・演出）

2020年
- ヒーリングっど♥プリキュア（シリーズディレクター、絵コンテ・演出）

2021年
- デジモンゴーストゲーム（絵コンテ・演出）

### 劇場アニメ
1993年
- Dr.スランプ アラレちゃん んちゃ!ペンギン村はハレのち晴れ（演出助手）

1999年
- 金田一少年の事件簿2・殺戮のディープブルー（助監督）

2002年
- デジモンテイマーズ 暴走デジモン特急（助監督）

2005年
- 金色のガッシュベル!! 101番目の魔物（助監督）

2011年
- 映画 スイートプリキュア♪ とりもどせ! 心がつなぐ奇跡のメロディ♪（監督）

2018年
- 映画 プリキュアスーパースターズ!（監督）